# Tonario
Un tonario era un libro liturgico, in uso nel medioevo nella chiesa cattolica, contenente diversi canti liturgici organizzati secondo gli otto tenor del canto gregoriano. Esso poteva includere antifone dalla Messa, responsori ed altri canti. Nonostante potessero essere dei libri a sé stanti, erano frequentemente copiati con altri libri come, antifonari, graduali, tropi, e collezioni di trattati musicali. 
I tonari erano particolarmente importanti prima che venisse codificato un chiaro sistema di notazione musicale. I primi tonari risalgono all'VIII secolo, e vennero usati principalmente nell'XI e XII secolo, anche se alcuni vennero ancora usati nel XIII, principalmente in Germania. Essi erano frequentemente un ponte fra la teoria e la pratica, soprattutto per quanto concerneva il canto di salmi e antifone.